# Johann Christoph Carl Gebhard
Johann Christoph Carl Gebhard (* 2. Mai 1797 in Gunzenhausen; † 26. August 1882 in Würzburg) war ein deutscher Verwaltungsjurist und Politiker.

## Leben
Gebhard war der Sohn eines Wundarztes und Stadtchirurgen. Er war evangelisch und heiratete 1830. Bis 1821 arbeitete er als Finanzbeamter in Gunzenhausen, Kolmberg und bei der Regierung in Ansbach. Von 1821 bis 1826 studierte er Rechts- und Kameralwissenschaften in Erlangen. Nach dem Studium wurde er 1826 Praktikant beim Rentamt in Greding und beim Landgericht im Kloster Heilsbronn und dann Akzessist bei den Regierungen in Ansbach und Passau. Zwischen 1829 und 1831 arbeitete er als Kanzleiassessor und Kammeranwalt des Gräflich Giechischen standesherrlichen Hauses in Thurnau und von 1831 bis 1834 als Rat in der Gräflich Giechischen Dominialkanzlei. Von 1834 bis 1847 war er Direktor der Gräflichen Giechischen Dominialkanzlei in Thurnau und von 1836 bis 1847 auch standesherrlicher Generalbevollmächtigter in Thurnau. Zuletzt war er von 1847 bis 1871 Oberbeamter am Oberaufschlagamt von Unterfranken und Aschaffenburg in Würzburg.
Zwischen 1835 und 1847 gehörte er als Vorstand und weltlicher Rat dem protestantischen Mediatenkonsistorium in Thurnau, von 1836 bis 1847 der protestantischen Diözesansynode in Thurnau als weltliches Mitglied und 1837 der fränkischen Generalsynode in Bayreuth an.
Vom 6. Januar 1849 (als Nachfolger von Johann Friedrich Schneider) bis zum 30. Mai 1849 vertrat er den Wahlkreis 6. Oberfranken (Kulmbach) in der Frankfurter Nationalversammlung. Im Parlament blieb er fraktionslos und stimmte mit dem Rechten Zentrum. Er gehörte zu den Abgeordneten, die gegen die Wahl Friedrich Wilhelms IV. zum Kaiser der Deutschen stimmte.